# Rick Stone

a Compétitions nationales et continentales officielles uniquement.

Rick Stone, né le 14 février 1967, est un ancien joueur de rugby à XIII reconverti entraîneur. En tant que joueur, il eut une carrière modeste prenant part à trois rencontres avec les Rabbitohs de South Sydney en 1989. Il devient alors entraîneur et prend en charge pendant treize ans les Bears de Burleigh en Queensland Cup (deux titres en 1999 et 2004). En 2009, il devient l'entraîneur de l'équipe de National Rugby League les Knights de Newcastle remplaçant Brian Smith en cours de saison, il y reste deux saisons avant de devenir assistant de Wayne Bennett toujours à Newcastle. Il redevient entraîneur en chef de Newcastle en 2015 mais est renvoyé en juillet 2015 pour mauvais résultats. À partir de 2017, il change d'hémisphère et s'engage avec les Giants d'Huddersfield en Super League.
Parallèlement, il devient le sélectionneur entre 2011 et 2015 de l'équipe des Fidji dont il parvient à qualifier pour les demi-finales de la Coupe du monde 2013.

## Carrière d'entraîneur
De ses années à Newcastle, il a eu sous ses ordres Beau Scott, Tariq Sims, Sione Mata'utia, Jarrod Mullen, James McManus, Scott Dureau, Wes Naiqama, Cory Paterson, Zeb Taia, Junior Sa'u ou Akuila Uate

## Palmarès

### Palmarès d'entraîneur
- Queensland Cup :
  - Vainqueur : 1999 et 2004 (Burleigh).